# Saga des Skjöldungar
 (signalé en juin 2025).
Si vous disposez d'ouvrages ou d'articles de référence ou si vous connaissez des sites web de qualité traitant du thème abordé ici, merci de compléter l'article en donnant les références utiles à sa vérifiabilité et en les liant à la section « Notes et références ».
- Archive Wikiwix
- Bing
- Cairn
- DuckDuckGo
- E. Universalis
- Gallica
- Google
- G. Books
- G. News
- G. Scholar
- Persée
- Qwant
- (zh) Baidu
- (ru) Yandex
- (wd) trouver des œuvres sur Wikidata

La saga des Skjöldungar est une saga nordique sur la dynastie danoise légendaire des Skjöldungs. Le texte original a été perdu mais Arngrímur Jónsson en a paraphrasé des parties en latin et d'autres parties de la saga ont été reprises dans d'autres sagas.